# Associazione Calcio Perugia 1951-1952
Questa voce raccoglie le informazioni riguardanti l'Associazione Calcio Perugia nelle competizioni ufficiali della stagione 1951-1952.

## Stagione
La compagine perugina, retrocessa pochi mesi prima dalla Serie C, prese parte nella stagione 1951-1952 al campionato di Promozione della Lega Interregionale Centro, comprendente club di Emilia e Italia Centrale. Inseriti nel girone L, gli uomini di Guido Mazzetti chiusero la classifica al sesto posto qualificandosi agli spareggi per l'accesso alla nuova IV Serie, da cui vennero inizialmente estromessi dopo aver concluso all'ultimo posto un raggruppamento comprendente i corregionali del Città di Castello e i marchigiani del Fabriano; ciò nonostante a fine stagione i grifoni raggiunsero ugualmente il salto di categoria, beneficiando di una serie di ripescaggi su delibera federale.

## Divise
| Casa | Trasferta |